# Benthoctopus oregonae
Benthoctopus oregonae är en bläckfiskart som beskrevs av Sergiusz Toll 1981. Benthoctopus oregonae ingår i släktet Benthoctopus och familjen Octopodidae. Inga underarter finns listade i Catalogue of Life.